# Stambach
Stambach là một đô thị thuộc huyện Hartberg thuộc bang Steiermark, nước Áo. Đô thị Stambach có diện tích 20,59 km², dân số thời điểm cuối năm 2005 là 644 người.